# Rallicola takahe
Rallicola takahe är en insektsart som beskrevs av Holloway 1956. Rallicola takahe ingår i släktet Rallicola och familjen fjäderlöss. Inga underarter finns listade i Catalogue of Life.